# Samm Bennett

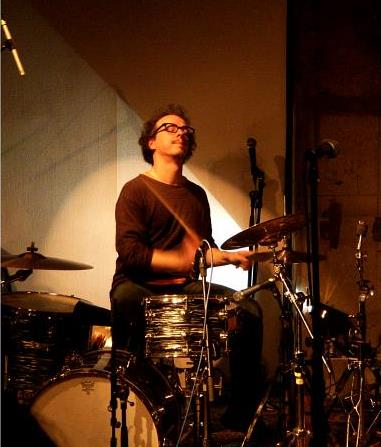
Samm Bennet (2008)

Samm Bennett (* 25. Mai 1957 in Birmingham, Alabama) ist ein US-amerikanischer Singer-Songwriter und Improvisationsmusiker (Schlagzeug, Perkussion, Synthesizer).

## Leben und Wirken
Bennett trommelte seit seinem siebten Lebensjahr und bekam mit zwölf Jahren sein erstes Schlagzeug. Als Teenager interessierte er sich für die Musik von Derek Bailey und anderen Improvisationsmusikern, aber auch für afrikanische Musik. 1977 zog er nach Boston und spielte regelmäßig mit dem Ensemble Garuda (Frank London, Tom Hall, Jaques Morelenbaum, Greg Selker und Tuco Freire), das frei improvisierte. Zudem trat er mit Don Byron auf und begann, Solo-Schlagzeugkonzerte zu geben. Er nahm Unterricht bei Barry Altschul. 1980/81 lernte er in Nigeria verschiedene afrikanische Instrumente zu spielen. 1983 lebte er kurzzeitig in Brüssel, wo er seine erste Soloplatte aufnahm.
Dann zog Bennett nach New York City, wo er mit Elliott Sharp und Ned Rothenberg das Noise-Trio Semantics gründete. Bennett war auch 1985 einer der Gründer der Gruppe Bosho. Mit Tom Cora gründete er das Improvisationstrio Third Person, das bis zu Coras Tod 1998 aktiv war und verschiedene Gastmitglieder hatte (darunter Zeena Parkins, Don Byron und Wayne Horvitz). In den 1980er Jahren arbeitete Bennett viel mit Samples und Elektronik. Ende des Jahrzehnts begann er, diese als Grundlage für Songs zu verwenden, die er selbst schrieb und sang und die er mit seiner 1989 gegründeten Band Chunk aufführte. Weiterhin spielte er mit John Zorn und Fred Frith.
1995 zog Bennett nach Tokio, wo er auf Uchihashi Kazuhisas Festival Beyond Innocence mit Hans Reichel, Yumiko Tanaka, Haino Keiji, Eugene Chadbourne, Takashi Harada, Ikue Mori und Kang Tae Hwan auftrat. Mit Uchihashi und Rothenberg bildete er das Trio R.U.B., mit Carl Stone das Duo Hinge. Ab 2002 nahm er mit der Sängerin Haruna Ito mehrere Platten unter dem Namen Skist auf. Seit 2010 spielte er auch im Trio Smoke Benders mit Daysuke Takaoka (Tuba) and Naoya Numa (Schlagzeug). Weiter ist er auf Veröffentlichungen der Sängerinnen Tujiko Noriko, Carmen Maki, Haco und UA zu hören. 
2004 veröffentlichte Bennett sein Soloalbum Secrets of Teaching Yourself Music.

## Diskographische Hinweise
- Kalle Laar & Takashi Kazamaki with Samm Bennett & Kazutoki Umezu: Moving, Konnex Records, 1996
- Selected Works in Progress 1998-1999 (GoNoGoNoGo, mit Ito), Polarity, 1998
- Cold Blowaway Sizeup (mit Kazuhisa Uchihashi), Psycho, 2000
- R.U.B. Are You Be, Animul, 2002
- Samm Bennett, Alfred 23 Harth, Carl Stone, Kazuhisa Uchihashi: The Expats, Kendra Steiner, 2013

unter eigenem Namen
- Metafunctional: Solo Percussion, Igloo, 1984
- Life of Crime (mit Chunk), Cargo, 1991
- Place of General Happiness, Lyrics by Ernest Noyes Brookings, vol. 2, ESD, 1991
- Big Off, (mit Chunk) Knitting Factory Works, 1993
- Samm Bennet's History of the Last Five Minutes (mit Hahn Rowe), Knitting Factory Works, 1995
- Secrets of Teaching Yourself Music (live), 2004
- Roomful of Ghosts, Polarity 2009

Semantics
- Semantics, Rift, 1985
- Bone of Contention, SST, 1987

Bosho
- Chop Socky, Dossier, 1987

Third Person
- The Bends, Knitting Factory Works, 1991
- Lucky Water, Knitting Factory Works, 1995

Skist
- Ready Question, S-inc., 2000
- Jook Parachute, S-inc., 2000
- Ellipsis, Polarity, 2002
- Taking Something Somewhere, Polarity, 2006

### Compilations
- James "Blood" Ulmer, Thomas Chapin Trio, Gary Lucas, Samm Bennett & Chunk: Knitting Factory Tours Europe 1991 (Enemy Records)